# Brookfield Place Tower One
La Brookfield Place Tower One est un gratte-ciel de bureaux de 247 mètres construit en 2017 à Calgary au Canada. 